# Sistemul doctorului Catran și al profesorului Pană
„Sistemul doctorului Catran și al profesorului Pană” (în engleză The System of Doctor Tarr and Professor Fether) este o povestire comică  a scriitorului american Edgar Allan Poe, care a fost publicată pentru prima dată în 1845. 

## Rezumat
Povestirea urmărește un narator fără nume, care vizitează un spital de nebuni din sudul Franței (mai exact, un „Maison de Santé”), cunoscut pentru o metodă nouă și revoluționară de tratare a bolilor mentale numită „sistemul blând”. Un tovarăș cu care acesta călătorește îl știe pe domnuk Maillard, inițiatorul sistemului, și-l prezintă acestuia înainte de a-l părăsi pe narator. Naratorul este șocat să afle că „sistemul blând” a fost abandonat recent. El pune sub semnul întrebării acest lucru, deoarece auzise de succesul și de popularitatea sistemului. Maillard îi spune „să nu credeți nimic din ce vi se spune și să nu credeți decât pe jumătate ceea ce vedeți”.
Naratorul face un tur prin spital și este invitat de domnul Maillard la cină. Acolo, lor li se alătură alte 25-30 de persoane, care sunt serviți cu o cantitate mare de bunătăți. Ceilalți musafiri, după cum observă el, sunt îmbrăcați oarecum ciudat; deși hainele lor sunt bine făcute, ele par să nu li se potrivească. Majoritatea oaspeților sunt femei împodobite „cu un belșug de giuvaiericale, fel de fel de brățări, inele și cercei, arătându-și pieptul și brațele dezvelite cu nerușinare”. Masa și încăperea erau decorate cu un număr mare de lumânări aprinse oriunde era posibil să se găsească un loc pentru ele. La cină participau muzicieni, care cântau la „viori, flauturi, tromboane și o tobă” și, deși acestea par să-i distreze pe toți cei prezenți, naratorului i se par niște zgomote oribile (la un moment dat, menționând chiar și un dispozitiv de tortură și de execuție cunoscut sub numele de taurul de aramă). Pe ansamblu, naratorul spune că întreaga cină a avut un aspect „bizar”.
În timpul mesei, conversația purtată s-a referit la pacienții pe care ei îi trataseră. Mesenii îi demonstrează naratorului comportament ciudat la care au asistat, inclusiv pacienți care s-au crezut ei-înșiși un ceainic, un măgar, o bucată de brânză, o sticlă de șampanie, o broască, o priză de tabac, un dovleac și altele. Maillard, ocazional, încearcă să-i calmeze, iar naratorul pare a fi foarte preocupat de comportamentul și imitațiile lor pasionate.
El află apoi că acest personal a înlocuit sistemul blând cu un sistem mult mai strict, despre care Maillard spune că se bazează pe activitatea unui „doctor Catran” și a unui „profesor Pană”. Naratorul spune ca nu este familiarizat cu munca lor, spre uimirea celor din jur. I se explică în cele din urmă de ce a fost abandonat sistemul anterior. Un incident „singular”, spune Maillard, a avut loc atunci când pacienții, cărora li se acordase prea multă libertate în jurul casei, i-au legat pe medici și pe asistenți și le-au uzurpat pozițiile, închizându-i pe aceștia ca nebuni. Acest plan a fost organizat și condus de un om care a pretins că a inventat o metodă mai bună de tratare a bolilor mintale și care nu a permis accesul înăuntru al niciunui vizitator, cu excepția unui „tânăr domn cu o mutră bleagă, de care n-avea niciun temei să se teamă”. Naratorul întreabă cum de nu s-a răzvrătit personalul spitalului și nu a readus lucrurile în ordine. Chiar atunci s-au auzit zgomote puternice și personalul real al spitalului a evadat din carcere. Este dezvăluit faptul că oaspeții de la cină erau, de fapt, pacienții care preluaseră controlul asupra spitalului. Ca parte a revoltei lor, deținuții au tratat personalul cu „catran și pene”. Gardienii i-au adus pe pacienții reali, inclusiv pe domnul Maillard (fostul director care înnebunise cu 2-3 ani în urmă și devenise la rândul lui pacient), înapoi în celulele lor, în timp ce naratorul, care este „tânărul domn cu o mutră bleagă” menționat de Maillard, recunoaște că nu a găsit încă niciuna din operele dr. „Catran” și a profesorului „Pană”.

### „Sistemul blând”
Sistemul domnului Maillard evita toate pedepsele și nu îngrădea libertățile pacienților săi. Lor li se acorda multă libertate și nu erau forțați să poarte halate de spital, ci în schimb „li se îngăduia să umble nestânjeniți prin casă și grădină, așa cum ar face și niște ființe cu mintea întreagă”. Doctorii „se distrează” pe seama pacienților, necontrazicându-le niciodată fanteziile sau halucinațiile. De exemplu, dacă un om se credea pui de găină, doctorii îl tratau ca pe un pui, dându-i să mănânce grăunțe de porumb etc.
Sistemul a fost aparent foarte popular. Domnul Maillard spune că toate „Maisons de Santé” din Franța l-au adoptat. Naratorul remarcă faptul că, după ce revolta pacienților este zdrobită, acest sistem este restabilit la azilul pe care îl vizitează - deși au fost aduse unele modificări însemnate care erau menite să-l reformeze.

## Fundal istoric
La timpul scrierii acestei povestiri, grija pentru bolnavii psihici era o chestiune de nivel politic. Oamenii cereau o reformă a azilurilor într-un moment când bolnavii mintali erau tratați ca prizonieri. În același timp numărul crescut de achitări ale infractorilor care se dădeau drept nebuni era criticată pentru că permitea criminalilor să scape de pedeapsă.

## Istoricul publicării
„Sistemul doctorului Catran și al profesorului Pană” a fost ținută de editori timp de câteva luni înainte de a fi publicată în cele din urmă în numărul din noiembrie 1845 al revistei Graham's Magazine.
Prima traducere în limba română a fost realizată de I.L. Caragiale și a fost publicată în anul 1878 sub titlul „Sistema Doctorului Catran și a Profesorului Pană” în ziarul Timpul, anul III (1878), nr. 119-122 (1-4 iunie 1878).:p. 199 Tălmăcirea era făcută după versiunea franceză a lui Charles Baudelaire și a fost reprodusă în ediția operelor lui I.L. Caragiale, îngrijită de Șerban Cioculescu, vol. IV (Fundația pentru Literatură și Artă, București, 1938), pp. 260-278. Povestirea a fost tradusă apoi de Mihail Straje și C. Iliescu și publicată sub titlul „Sistemul doctorului Catran și al profesorului Puff” într-o broșură de 31 de pagini editată de ziarul Adevărul în 1926, precum și de Mihail Straje singur și publicată sub titlul „Sistemul doctorului Gudron și al profesorului Pană” într-o broșură de 30 de pagini editată anii 1930 de ziarul Curentul, în colecția „Lectura pentru toți”, anul II.
O nouă traducere a fost realizată de Ion Vinea și publicată în vol. Scrieri alese (vol. II), editat în 1963 de Editura pentru Literatură Universală din București, fiind reeditată de mai multe ori.  Povestirea a fost tradusă apoi de Liviu Cotrău și publicată în volumul Misterul lui Marie Rogêt și alte povestiri, editat în 2005 de Editura Polirom din Iași și reeditat de mai multe ori.

## Răspuns critic
Profesoara Zoe Dumitrescu-Bușulenga scria că această povestire conține „o nuanță de critică socială sau morală, o undă de etică și umanism. (...) Iar în Sistemul doctorului Catran și al profesorului Pană, schiță în care Poe se arată un maestru al burlescului, nebunii stăpâni ai ospiciului și terorizând pe cei întregi la minte constituie un fel de amară satiră socială, de tipul vechiului Narrenschiff, demonstrând răsturnarea valorilor în lume, răul stăpânind, și binele supus și îngenuncheat”.

## Adaptări
- Una dintre piesele reprezentate la Theatre du Grand Guignol din Paris a fost „Le Systéme du Dr Goudron et Pr Plume” (1903), adaptată de André de Lorde.
- Filmul francez Le système du docteur Goudron et du professeur Plume (1913), regizat de Maurice Tourneur.
- Filmul german Unheimliche Geschichten (1932) este inspirat din două povestiri ale lui Poe: „Pisica neagră” și „Sistemul doctorului Catran și al profesorului Pană”.
- O operă intitulată Il sistema della dolcezza (1948), compusă de Vieri Tosatti.
- Filmul spaniol Manicomio (1954) este inspirat din povestiri ale mai multor autori, inclusiv din „Sistemul doctorului Catran și al profesorului Pană” al lui Poe.
- Un episod al serialului TV The Alfred Hitchcock Hour intitulat „A Home Away from Home” (27 septembrie 1963), cu Ray Milland în rolul principal.
- Filmul polonez de televiziune System (1972).
- Filmul suprarealist mexican La Mansión de la Locura (1973), în engleză The Mansion of Madness, regizat de Juan López Moctezuma.
- Filmul The Forgotten (1973), cunoscut și ca Death Ward #13 și Don't Look in the Basement, regizat de S.F. Brownrigg.
- „(The System of) Dr. Tarr and Professor Fether” este a cincea melodie din Tales of Mystery and Imagination, un album al The Alan Parsons Project cu muzică inspirată din opera lui Edgar Allan Poe.
- Regizorul ceh Jan Švankmajer și-a bazat o parte a filmului Lunatec  (Šílení, 2005) pe această povestire. Filmul s-a inspirat și din povestirea „Îngropat de viu” (1844) a lui Poe, precum și din scrierile marchizului de Sade.
- O operă într-un act intitulată A Method for Madness (1999), cu un libret de Charles Kondek și cu muzica compusă de David S. Bernstein.
- O adaptare cinematografică intitulată Stonehearst Asylum (2014).[7]